# Medelvärdessatsen

Den sats som brukar kallas medelvärdessatsen är differentialkalkylens medelvärdessats. Men det finns också en sats som kallas integralkalkylens medelvärdessats.

## Differentialkalkylensmedelvärdessats
Om en funktion f(x) är kontinuerlig på det slutna intervallet [a,b] och deriverbar på det öppna intervallet (a,b), så finns en punkt ξ i (a,b) sådan att
{\displaystyle f(b)-f(a)=f'(\xi )(b-a)\,}.
Bevis
Inför hjälpfunktionen
{\displaystyle \varphi (x)=f(x)-{\frac {f(b)-f(a)}{b-a}}(x-a)}.
Insättning av x = a och x = b ger φ(a) = φ(b) = f(a). Vidare är φ kontinuerlig i [a,b] och deriverbar i (a,b) med
{\displaystyle \varphi '(x)=f'(x)-{\frac {f(b)-f(a)}{b-a}}}.
Rolles sats ger nu att φ har en stationär punkt, x = ξ, i intervallet (a,b), och i en sådan gäller att
{\displaystyle \varphi '(\xi )=f'(\xi )-{\frac {f(b)-f(a)}{b-a}}=0},
vilket bara är en omskrivning av det vi är ute efter och avslutar således beviset.
Satsen är ett specialfall av Taylors formel. Satsen kan även generaliseras till den generaliserade medelvärdessatsen (eller Cauchys medelvärdessats) som säger att:
Om funktionerna f och g är kontinuerliga på [a,b] och deriverbara på (a,b), så finns en punkt ξ i (a,b) sådan att
{\displaystyle g'(\xi ){\bigl [}f(b)-f(a){\bigr ]}=f'(\xi ){\bigl [}g(b)-g(a){\bigr ]}}.
Differentialkalkylens medelvärdessats är då specialfallet g(x) = x.

## Integralkalkylensmedelvärdessats
Om f är en kontinuerlig funktion på det slutna intervallet [a,b], så finns en punkt c i [a,b] sådan att 
{\displaystyle \int _{a}^{b}f(t)\,dt=f(c)(b-a)}
Värdet f(c) i satsen är funktionens medelvärde på intervallet.
Bevis
Eftersom f är kontinuerlig på [a,b] så antar f ett största värde M och ett minsta värde m i intervallet enligt satsen om största och minsta värde. Speciellt har vi alltså {\displaystyle f(t_{1})=m\leq f(t)\leq M=f(t_{2})} för alla t i intervallet [a,b]. Integreras leden så fås
{\displaystyle m(b-a)\leq \int _{a}^{b}f(t)\,dt\leq M(b-a)\quad \Leftrightarrow \quad f(t_{1})=m\leq {\frac {1}{b-a}}\int _{a}^{b}f(t)\,dt\leq M=f(t_{2})}.
Enligt satsen om mellanliggande värden så finns (minst) ett c mellan {\displaystyle t_{1}} och {\displaystyle t_{2}} så att {\displaystyle f(c)={\frac {1}{b-a}}\int _{a}^{b}f(t)\,dt}, vilket efter förlängning ger just satsens påstående.